# Резинат марганца
Резинат марганца — органические соединения,
соли марганца и смоляных кислот
с формулой Mn(C19H29COO)2,
светло-коричневое вещество,
не растворяется в воде.

## Получение
- Реакция водного раствора резината натрия и растворимой соли марганца:

{\displaystyle {\mathsf {Mn(NO_{3})_{2}+2NaC_{19}H_{29}COO\ {\xrightarrow {}}\ Mn(C_{19}H_{29}COO)_{2}\downarrow +2NaNO_{3}}}}

## Физические свойства
Резинат марганца образует светло-коричневое вещество.
Не растворяется в воде,
растворяется в растительных маслах, органических растворителях.

## Применение
- Используется в качестве сиккатива.